# Eulithis karafutonis
Eulithis karafutonis är en fjärilsart som beskrevs av Matsumura 1925. Eulithis karafutonis ingår i släktet Eulithis och familjen mätare. Inga underarter finns listade i Catalogue of Life.